# Tegenaria trinacriae
Tegenaria trinacriae är en spindelart som beskrevs av Brignoli 1971. Tegenaria trinacriae ingår i släktet husspindlar, och familjen trattspindlar. Inga underarter finns listade i Catalogue of Life.